# Proaza
Proaza è un comune spagnolo di 853 abitanti situato nella comunità autonoma delle Asturie.